# Lamont Robinson
Lamont J. Robinson Jr. là một đại lý bảo hiểm, nhà giáo dục và chính khách người Mỹ, là thành viên đảng Dân chủ của Hạ viện Illinois cho quận 5. Quận có trụ sở tại Chicago bao gồm tất cả hoặc một phần của Near North Side, Chicago Loop, Near South Side, Douglas, Grand Boulevard, và Greater Grand Crossing.
Robinson là chủ sở hữu của hai cơ quan bảo hiểm Allstate và là giáo sư phụ trợ tại các cơ sở khác nhau của City College of Chicago.
Ông là người đồng tính công khai và là người Mỹ gốc Phi LGBTQ đầu tiên phục vụ trong cơ quan lập pháp Illinois.
Năm 2019, Robinson đã hoàn thành chương trình của Chính phủ John F. Kennedy của Đại học Harvard cho các Giám đốc điều hành cấp cao trong Chính quyền bang và địa phương với tư cách là thành viên lãnh đạo của Viện Chiến thắng LGBTQ David Bohnett.

## Lịch sử bầu cử
| Đảng          | Đảng          | Thành viên      | Phiếu bầu | %     |
| ------------- | ------------- | --------------- | --------- | ----- |
|               | Dân chủ       | Lamont Robinson | 7.230     | 40.83 |
|               | Dân chủ       | Dilara Sayeed   | 4.844     | 27.36 |
|               | Dân chủ       | Ken Dunkin      | 3.246     | 18.33 |
|               | Dân chủ       | Felicia Bullock | 2.387     | 13.48 |
| Tổng số phiếu | Tổng số phiếu | Tổng số phiếu   | 17.707    | 100.0 |

| Đảng          | Đảng          | Thành viên      | Phiếu bầu | %     |
| ------------- | ------------- | --------------- | --------- | ----- |
|               | Dân chủ       | Lamont Robinson | 35.388    | 100.0 |
| Tổng số phiếu | Tổng số phiếu | Tổng số phiếu   | 35.388    | 100.0 |